# Kasteeldreef (Brakel)
De Kasteeldreef is een straat in de Belgische gemeente Brakel. De weg daalt van het centrum van Sint-Maria-Oudenhove (Zottegem) in het noordoosten af naar de Zwalm en het Kasteel van Lilare in het zuidwesten. De straat is een onderdeel van de N462 tussen Sint-Maria-Oudenhove en Nederbrakel.
De straat lag vroeger in de gemeente Sint-Maria-Oudenhove, maar toen bij de gemeentelijke fusies van 1977 dat een deelgemeente van Zottegem werd, werd een deel van het grondgebied afgesplitst en viel de Kasteeldreef onder de fusiegemeente Brakel.

## Afbeeldingen

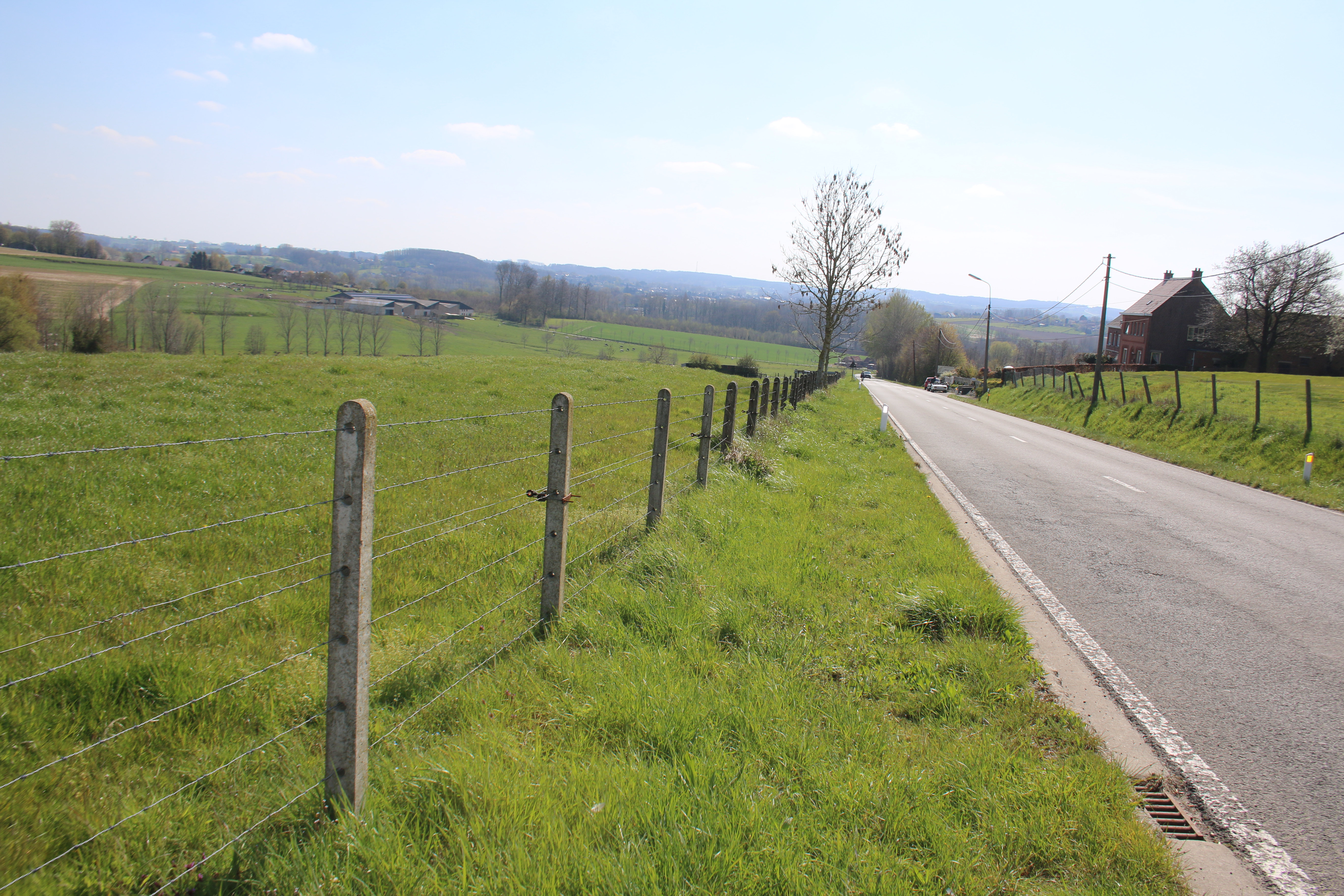
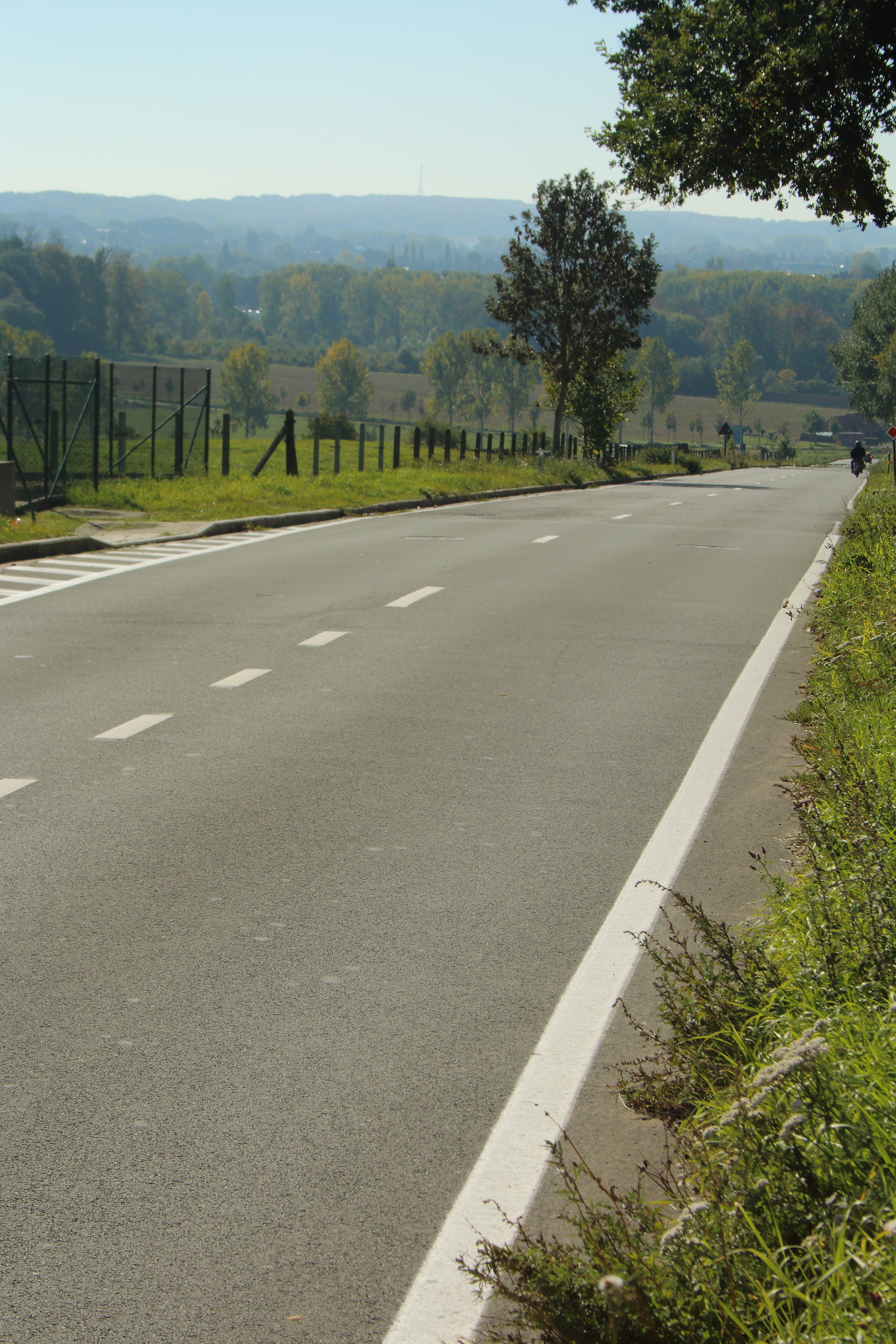
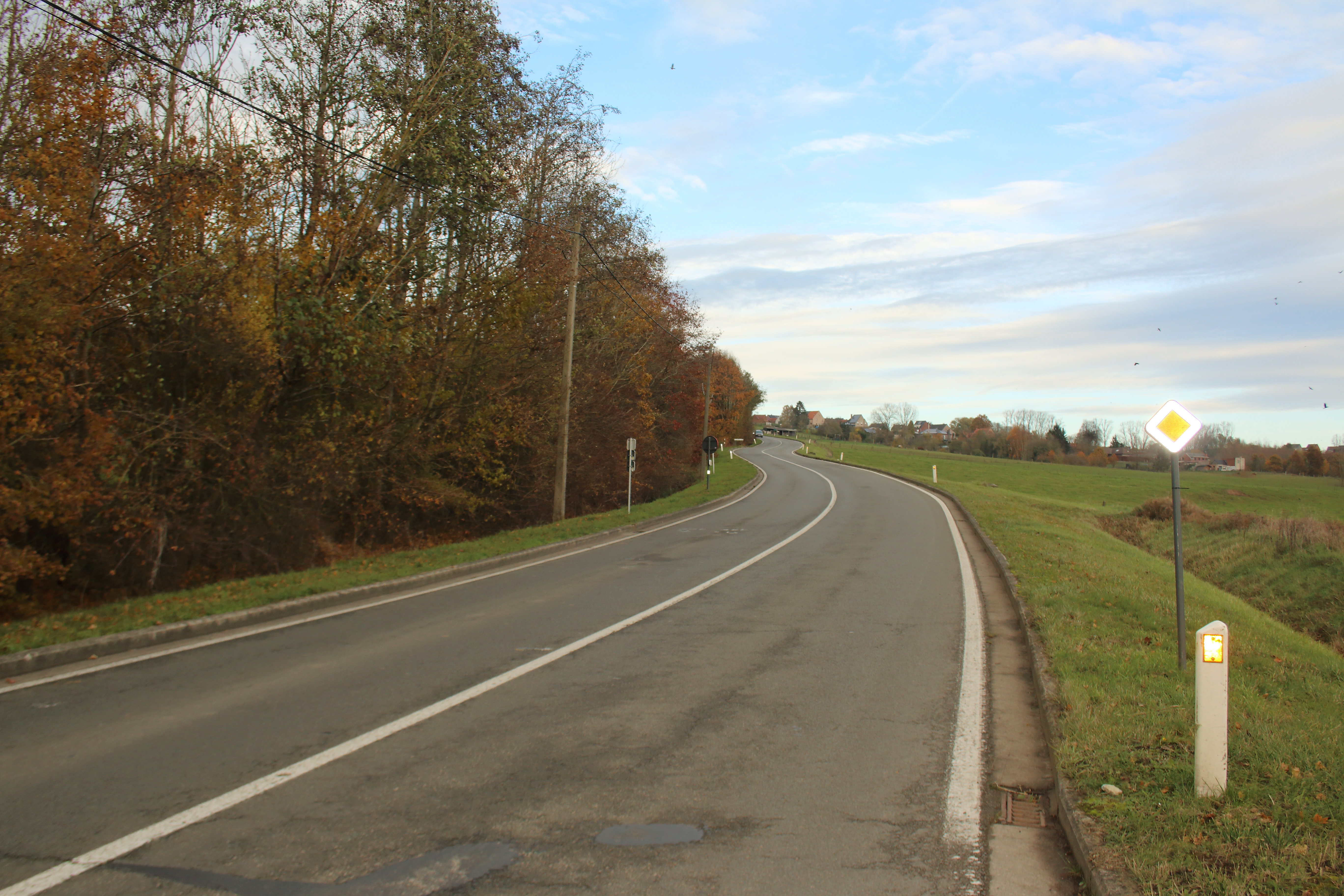
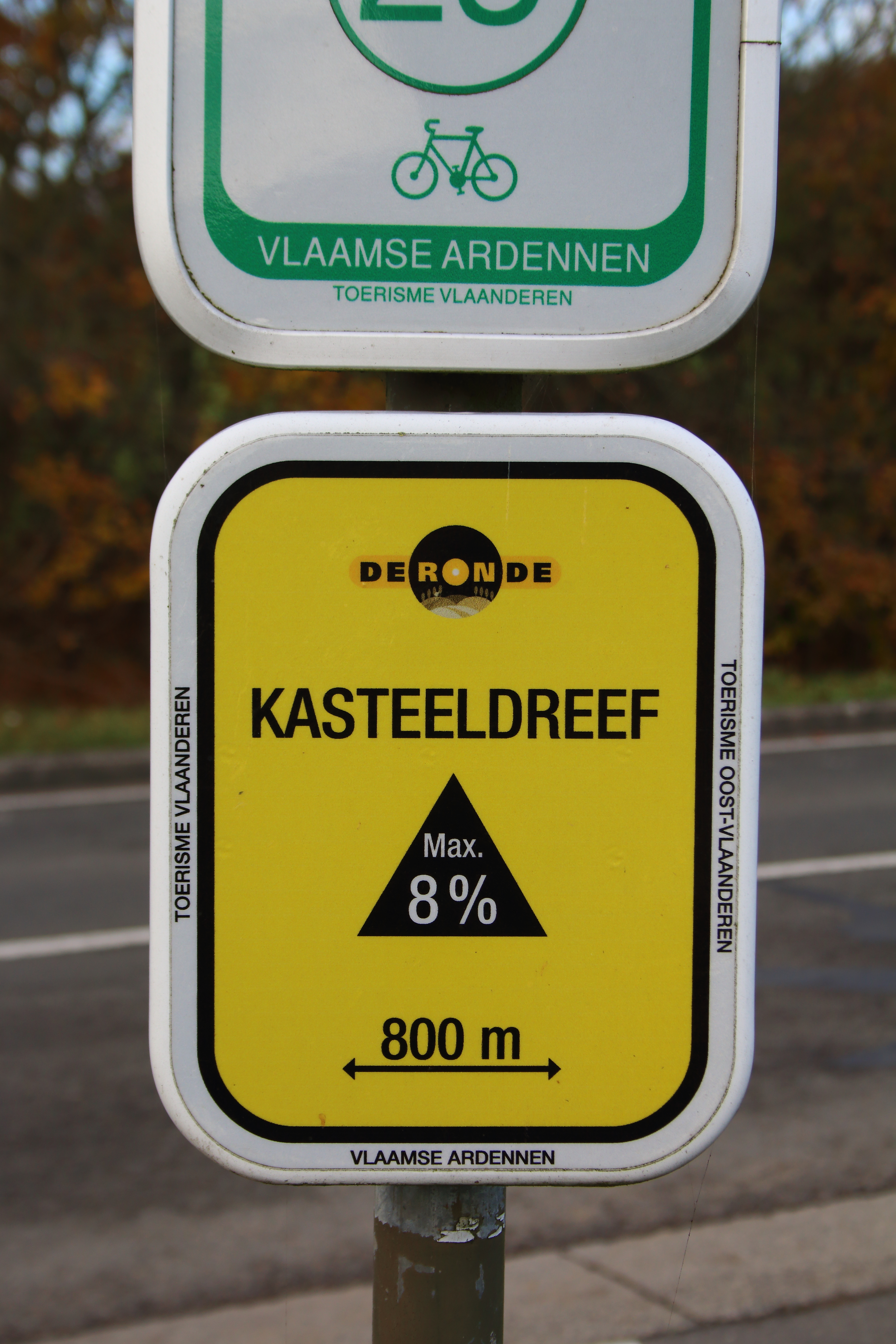

## Wielrennen
In het wielrennen werd de straat meermaals opgenomen als helling in de Vlaamse Ardennen in de Vlaamse voorjaarsklassiekers.
De helling is negen maal (1961-1969) opgenomen geweest in de Ronde van Vlaanderen, eerst tot 1963 als brede kasseiweg, daarna als brede asfaltweg.
De top van de Berendries komt uit op de top van de Kasteeldreef. Tegenwoordig daalt men na de Berendries de Kasteeldreef af op weg naar Brakel.
In de periode 1961-1964 was de helling de vijfde klim van zes tussen de Valkenberg en de Groteberge. In 1965 was het wederom de vijfde van zes, nu tussen de Valkenberg en Semmerzake. In 1966 was de klim nogmaals de vijfde van zes, nu tussen de Valkenberg en de Kloosterstraat. In de periode 1967-1969 was de klim de laatste van vier, steeds na de Valkenberg. In de gehele periode 1961-1969 lag de finish van de Ronde in Gentbrugge bij Gent.
In 2014 is de helling als 2e helling opgenomen in de Omloop Het Nieuwsblad.